# Kreuzigung
Die Kreuzigung war eine vor allem im Alten Orient und in der römischen Antike verbreitete Hinrichtungsart, bei der ein Verurteilter an einen aufrechten Pfahl, mit oder ohne Querbalken, gefesselt oder genagelt wurde. Sie entwickelte sich aus dem Hängen, sollte aber anders als dieses die Todesqual möglichst verlängern.
Im Römischen Reich wurden vor allem Nichtrömer, Aufrührer (latrones) und entlaufene Sklaven am Kreuz (arbor crucis) gekreuzigt, zum Beispiel tausende Anhänger des Spartacus sowie Jesus von Nazaret. Da der Kreuzigung Jesu zentrale Bedeutung für die christliche Theologie zukommt, wurde diese Hinrichtungsart nach der konstantinischen Wende (313) in Europa durch andere Methoden ersetzt. In einigen vom Islamismus geprägten Staaten ist die Kreuzigung bis heute als Strafe im Gesetz verankert.

## Phönizien, Assyrien, Persien
Das Kreuzigen ist zuerst von den Phöniziern bekannt, einem See- und Handelsvolk im Mittelmeerraum. Dort fesselte man Verurteilte an einen Baum – bei den Römern später arbor infelix („Unglücksbaum“) genannt – und überließ sie dann dem Erfrieren oder Verdursten. Daher dauerte der Todeskampf oft Tage.
Um 1000 v. Chr. erlebte diese Hinrichtungsmethode ihre erste Hochphase. Durch die Handelskontakte der Phönizier gelangte sie ins Zweistromland zu den damals dort herrschenden Assyrern und nach Persien. Dort wurde ein Verurteilter nur festgebunden, aber noch nicht angenagelt. Herodot berichtet im 5. Jahrhundert v. Chr. von Kreuzesstrafen besonders bei den Persern.

## Antikes Griechenland
Das antike Athen kannte mit dem Apotympanismós eine der Kreuzigung sehr ähnliche Hinrichtungsart, bei der ein Delinquent auf einem Holzpfahl angekettet dem Verhungern und Verdursten preisgegeben wurde. In der jüngeren Geschichtsforschung geht man davon aus, dass es sich dabei um die häufigste Hinrichtungsart im Athen demokratischer Zeit gehandelt hat. Der Verurteilte wurde dabei mit Klammern an einem rechteckigen Brett befestigt. Je enger die Klammern angelegt waren, desto schneller fand der Verurteilte den Tod. Auf diese Weise konnte der Henker die Strafe variieren; sehr lockere Klammern waren mit tagelangem Todeskampf verbunden und galt als schlimmstmögliche Form dieser Strafe. Mit dem Apotympanismós verbunden war eine schwere soziale Demütigung vor und während der Hinrichtung, weil der Verurteilte zuvor in einer Strafprozession durch die Stadt zum Hinrichtungsplatz geführt wurde, der zudem noch öffentlich war.
Es wird davon ausgegangen, dass der Apotympanismós spätestens dort ab dem 7. Jahrhundert v. Chr. die am häufigsten praktizierte Form der Hinrichtung gewesen ist. Während er in literarischen Texten des 5. und 4. vorchristlichen Jahrhunderts kaum erwähnt wird, ist aus Gerichtsreden bekannt, dass er bei Eigentumsdelikten die übliche Strafart war. Unter anderem daraus wird gefolgert, dass sie häufig praktiziert wurde und überwiegend Angehörige der verarmten Unterschichten betraf. Angehörige höherer Schichten konnten sich unter Umständen vom Tod am Brett gewissermaßen freikaufen. Es wurde in vielen Fällen geduldet, wenn der zum Tode verurteilte in seiner Todeszelle bezeugt und unter Aufsicht des Henkers einen Becher mit Schierlingsgift zu sich nahm und so seinen Tod selbst herbeiführte. Damit konnte man nicht nur dem öffentlichen Apotympanismós entgehen, sondern auch der Strafprozession. Bei Plutarch wird erwähnt, dass der Verurteilte das Gift vom Henker kaufen und selbst bezahlen musste. Der Preis stellte dabei eine soziale Barriere dar, denn die meisten Athener konnten sich diesen nicht leisten.
Seit dem Makedonischen Großreich wurde auch das Annageln häufig praktiziert. Nun schuf man auch besondere Richtplätze für die Kreuzigung – meist auf einem Berg oder Hügel – und benutzte eigens dafür vorgesehene Pfähle. 332 v. Chr. ließ Alexander der Große nach der Eroberung von Tyros etwa 2.000 Männer im wehrfähigen Alter kreuzigen.

## Judentum
Die um 500 v. Chr. weitgehend schriftlich fixierte Tora sah die Steinigung, nicht die Kreuzigung als Todesstrafe für als todeswürdig geltende Vergehen vor. Das Judentum übernahm nur das Aufhängen, nicht jedoch das Annageln von den umgebenden Völkern und wandte es selber nur gegen Fremdherrscher oder bei extremen religiösen Vergehen wie Gotteslästerung an. Man ließ den Toten nur bis zum Abend nach seinem Tod zur Abschreckung hängen und begrub ihn dann, um das Land nicht im religiösen Sinn zu verunreinigen. Dies zeigen Notizen über ausländische Herrscher (Gen 40,18f.; Esr 6,11; Est 9,13ff.) ebenso wie über Hinrichtungen in Israel (Jos 8,29 ).
Das „Aufhängen“ wurde nicht gefordert und galt, wo es geschah, als Zeichen für den Ausschluss aus Gottes erwähltem Volk: Verflucht ist, wer am Holz hängt (Dtn 21,22f ). Darin spiegelte sich ein Wissen um die ausländische Herkunft dieser Todesart und ihre Absicht, den Hingerichteten zu entehren und die Zuschauer abzuschrecken.
Zwischen 200 v. Chr. und 135 n. Chr. waren jüdische Aufstandsversuche gegen die seleukidischen Fremdherrscher aus Syrien und von ihnen abhängige Vasallenkönige häufig; daher waren jüdische Aufständische oft Opfer von Kreuzigungen. Doch bisher wurden nur einmal (1968) Überreste eines gekreuzigten Juden in einem Jerusalemer Massengrab mit 30 Skeletten gefunden. Dass er nicht abgesondert von den übrigen Toten bestattet wurde, gilt als Zeichen dafür, dass die Kreuzigung damals nicht als Gottesfluch aufgefasst wurde: jedenfalls nicht, wenn sie als Todesmarter für Lebende, zumal gegen aufständische Juden, verhängt worden war.
Die jüdische Dynastie der Hasmonäer übernahm die Kreuzigungsstrafe von den Römern. Um 82 v. Chr. ließ der damalige König Judäas, Alexander Jannäus, 800 seiner innerjüdischen Gegner auf einmal kreuzigen (Flavius Josephus, Antiquitates Iudaicae XIII 13,5-14,2). Den Frauen und Kindern dieser Rebellen wurden vor den am Kreuz hängenden und noch lebenden Männern die Kehle durchgeschnitten. Dieser Bericht wird von den Schriftrollen vom Toten Meer bestätigt. Im Nahum-Kommentar werden der jüdische Bürgerkrieg und die brutale Vergeltung von Jannäus danach ausdrücklich erwähnt. Die Funde aus den Höhlen von Qumran (200–100 v. Chr.) passten Dtn 21,22f der damaligen Praxis an und deuteten es als Verflucht ist, wer gekreuzigt wird. Das Kreuz (Holz) selber, nicht das Aufgehängtwerden daran, war zum Zeichen des Gottesfluchs geworden.
Auch Könige aus der Dynastie der Herodianer, darunter der Herrscher Judäas um die Zeitenwende, Herodes Archelaus, und der Herrscher Galiläas zur Zeit Jesu, Herodes Antipas, ließen ihre Gegner mitunter kreuzigen. Nachdem Galiläa mit Judäa direkt der römischen Präfektur unterstellt worden war, oblag das Hinrichten von als Kapitalverbrechern Verurteilten jedoch dem römischen Statthalter.
Nach dem Ende der Eigenstaatlichkeit Israels und nachdem die unter Alexander Jannai verfolgten Pharisäer zur Führungsgruppe des Judentums aufgestiegen waren, verbot der Talmud (Traktat Sanhedrin) das Hängen und damit das Kreuzigen als Hinrichtungsmethode und ließ nur das symbolische Aufhängen des bereits Getöteten zur befristeten Abschreckung zu, um der Toravorschrift zu genügen.

## Römisches Reich

### Betroffene Gruppen und Zweck

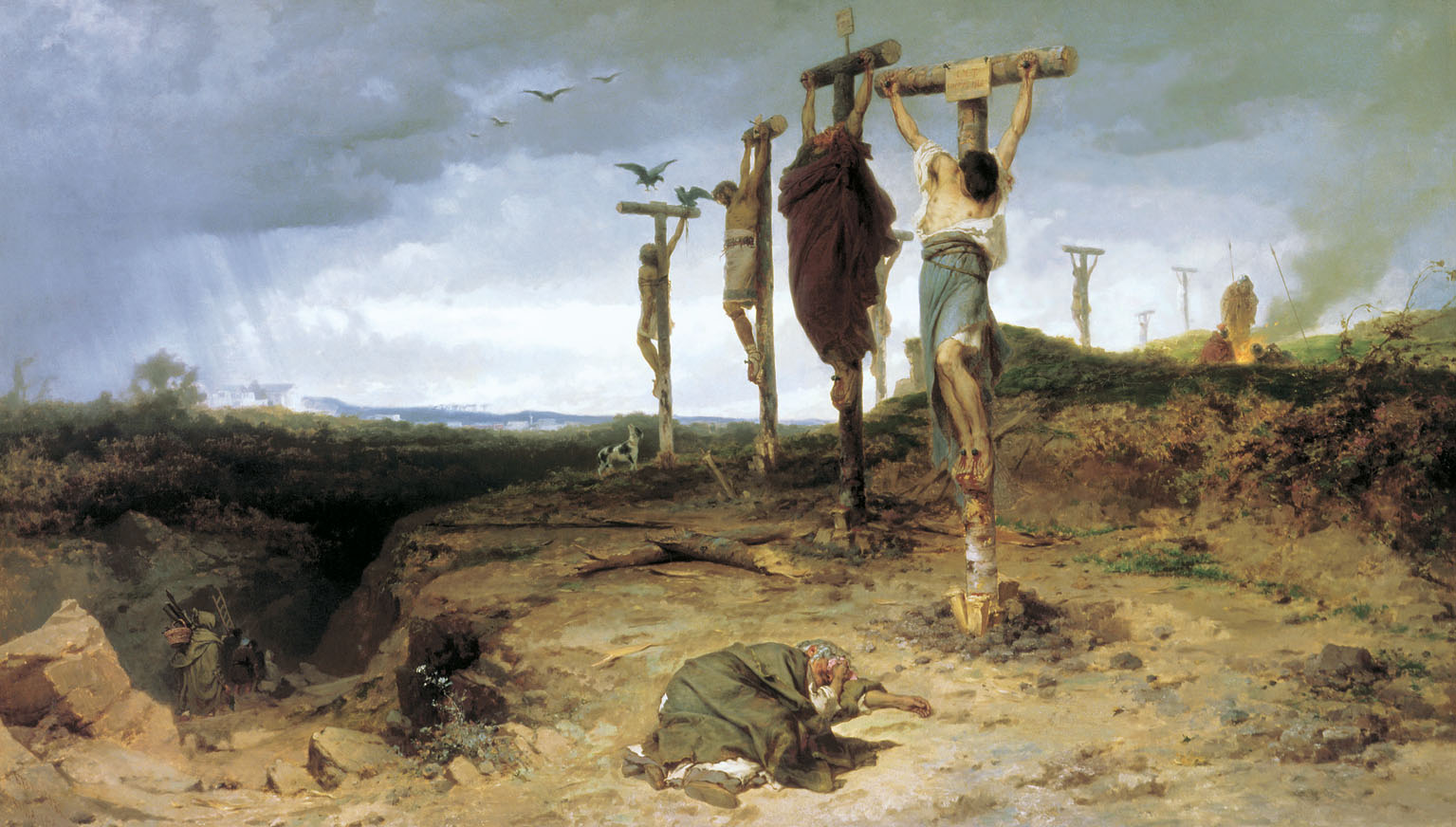
Fjodor Andrejewitsch Bronnikow: Gekreuzigte Sklaven

Von den Makedonen und Karthagern übernahmen die Römer das Kreuzigen. Im Römischen Reich kreuzigte man vorzugsweise Sklaven, um andere Sklaven von der Flucht oder anderen Vergehen abzuschrecken. Auch Aufständische wurden besonders in eroberten Gebieten so hingerichtet. Die Kreuzigung war demnach eine politische Strafe zur Sicherung und Aufrechterhaltung der Pax Romana nach innen und außen.

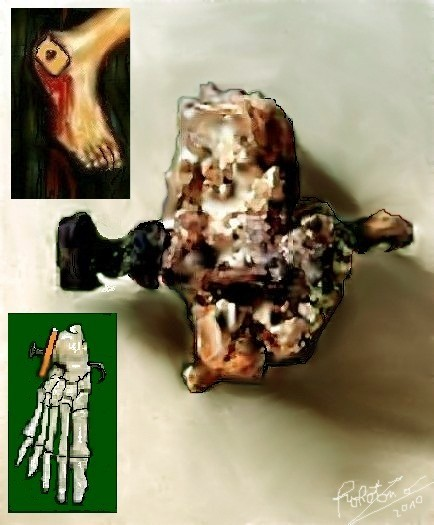
Archäologischer Fund von Givat HaMivtar, um 1. Jahrhundert n. Chr.

Julius Caesar ließ etwa 30 Seeräuber, die ihn 76 v. Chr. auf einer Seereise überfallen hatten, später kreuzigen. Nach der endgültigen Niederlage des aufständischen Sklavenheerführers Spartacus 71 v. Chr. wurden um die 6.000 seiner Anhänger entlang der Via Appia von Rom bis Capua gekreuzigt. Seither verbreitete sich die Kreuzigung auch als Strafe gegen Nichtrömer (Peregrinen).
Römische Bürger durften bis zur Bürgerrechtsreform 212 nicht gekreuzigt werden. Je nach sozialer Stellung drohte Verurteilten in der Frühzeit der Felssturz, später und seltener die Enthauptung, der Zwang zum Freitod oder die Verbannung. Für die römische Klassenjustiz galt die Kreuzigung als schmachvoller Sklaventod, von dem römische Bürger nichts wissen wollten. So schrieb Cicero:

„Nomen ipsum crucis absit non modo a corpore civium Romanorum, sed etiam a cogitatione, oculis, auribus.“

„Was Kreuz heißt, soll nicht nur vom Leib der Bürger Roms fernbleiben, sondern auch schon von ihrer Wahrnehmung, ihren Augen und Ohren.“

Dennoch erwähnen römische Quellen gelegentlich die Kreuzigung von römischen Bürgern als besonders drastische Maßnahme von Befehlshabern oder Statthaltern. So ließ Scipio Africanus am Ende des Zweiten Punischen Krieges römische Deserteure kreuzigen. Galba verurteilte als Statthalter von Hispanien einen römischen Bürger zur Kreuzigung, der sein Mündel ermordet hatte, um an dessen Erbschaft zu gelangen. Als der Verurteilte sich auf sein Bürgerrecht berief, ließ ihn Galba an einem besonders hohen, weiß gestrichenen Kreuz aufhängen.
Flavius Josephus berichtet von zahlreichen Gelegenheiten, bei denen die Kreuzigungsstrafe vor und nach der Zeitenwende im römisch besetzten Palästina praktiziert wurde. So ließ Varus um 4 v. Chr. jüdische Aufständische, die nach dem Tod des Herodes’ ein jüdisches Königtum aufrichten wollten, massenhaft kreuzigen (Bellum Judaicum 2,75; Antiquitates 17,295). Der jüdische Prokurator Tiberius Iulius Alexander vollstreckte die Kreuzigungsstrafe in den 40er Jahren gegen aufständische Zeloten (Antiquitates 20,102). Unter dem auch im Neuen Testament erwähnten Prokurator Felix nahm die Kreuzigung sogenannter Banditen Josephus zufolge stark zu (Bellum Judaicum 2,253). Auch der Prokurator Gessius Florus ließ in Jerusalem kurz vor Ausbruch des Jüdischen Krieges eine große Zahl Juden ans Kreuz schlagen, unter denen sich auch römische Bürger und sogar Ritter befunden haben sollen (Bellum Judaicum 2,308). Der römische Feldherr und spätere Kaiser Titus ließ während der Belagerung von Jerusalem 70 n. Chr. täglich 500 und mehr aus der Stadt flüchtende Juden vor den Stadtmauern geißeln, foltern und kreuzigen, um so die Widerstandskraft der Belagerten zu schwächen. Bald wurde laut Josephus wegen der vielen Kreuze das Holz knapp:

„Die Soldaten nagelten nun in ihrer gewaltigen Erbitterung die Gefangenen zum Hohn in den verschiedensten Körperlagen an, und da ihrer gar so viele waren, gebrach es bald an Raum für die Kreuze und an Kreuzen für die Leiber.“

Nachdem 212 der Mehrzahl der Bevölkerung des Römischen Reichs das volle Bürgerrecht gewährt worden war, entstand die rechtliche Unterscheidung zwischen honestiores (ehrbaren Männern) und humiliores (gewöhnlichen Männern). Straftäter, die zu den Unterschichten gehörten, konnten nun auch dann gekreuzigt werden, wenn sie als römische Bürger galten, sodass diese Strafe im Ergebnis eine wesentlich breitere Bevölkerungsschicht betreffen konnte als in klassischer Zeit. Für Sklaven änderte sich nichts, hier lag die Form der Bestrafung weiterhin im Wesentlichen im Ermessen des Halters.

### Methoden
Die römische Hinrichtungsmethode des Kreuzigens sollte einen dazu Verurteilten absichtlich besonders langsam und grausam töten. Es konnte Tage dauern, bis sein Tod eintrat. Das möglichst lange qualvolle Sterben der Gekreuzigten sollte den Verurteilten demütigen und den Betrachter einschüchtern und abschrecken. Es gab aber keine römische Vorschrift, wie eine Kreuzigung genau durchzuführen war. Den oft aus abgeordneten Soldaten bestehenden Henkerkommandos wurde dabei ein hohes Maß an Freiheit zugestanden. Sie mussten die Verurteilten allerdings streng bewachen, bis die Strafe vollzogen und der Tod eingetreten war. Römische Wachmänner mussten selbst mit der Todesstrafe rechnen, wenn sie ihren Auftrag nicht erfüllten und die Flucht eines zum Tode Verurteilten ermöglichten.
Die vollständige römische Hinrichtungsprozedur bestand in der Kaiserzeit aus vier Teilschritten, die jedoch nicht immer und überall nacheinander vollzogen wurden:
- der vollständigen Entkleidung des Verurteilten und dessen öffentlicher Geißelung;
- dem erzwungenen Querbalken- oder Furcatragen zum Hinrichtungsplatz;
- dem Fesseln oder Annageln seines Körpers an eine Furca oder den Querbalken;
- dessen Befestigung an einem Baum oder auf dem vorbereiteten Pfahl. Dabei wurden Mensch und Querbalken hochgehoben und mit dem senkrechten Pfahl verbunden.

Die Geißelung des Entkleideten mit einer Peitsche, dem Flagrum – oft zusätzlich mit Nägeln besetzt –, quälte und erniedrigte den Betroffenen zusätzlich, schwächte seinen Organismus durch die Anstrengung und Verspannung unter den Schlägen, Schmerzen und Blutverlust. Dies konnte bereits tödlich sein und verkürzte die Sterbedauer am Kreuz, so dass die Zahl der Schläge meist begrenzt wurde.
Anfangs benutzte man in Rom häufig ein Balkendreieck (lateinisch furca), eigentlich ein landwirtschaftliches Nutzgerät (Forke). Man hängte es dem Verurteilten um den Hals und band dessen Arme an den Schenkeln der furca fest. In dieser Haltung wurde er ausgepeitscht und musste den Weg vom Richtstuhl zur Richtstätte gehen. Dann wurde die Furca mit ihm an einen eingerammten Pfahl gehängt. Später wurde sie durch einen Querbalken, patibulum ersetzt, der am oberen Ende des Pfahls, stipes in einer Kerbe angebracht oder mit einem Strick am oberen Drittel des Pfahls, oder an einem Baum aufgehängt wurde. Daraus ergaben sich die beiden bekanntesten Kreuzformen (crux commissa in T-Form, crux immissa in †-Form).
Arme und Beine wurden an Pfahl und Querbalken gefesselt oder genagelt. Damit begann die eigentliche Kreuzigung. Das Annageln geschah so, dass der Blutverlust gering gehalten wurde. Anatomischen Tests zufolge mussten die Nägel nicht durch die Handflächen, sondern durch Handwurzelknochen oder den Raum zwischen Elle und Speiche sowie durch die Fußwurzel oder das Fersenbein getrieben werden, um das Körpergewicht tragen zu können. Dabei wurden die Arme möglicherweise nicht mit den Handflächen nach vorn (Supination), sondern mit den Handflächen zum Querbalken (Pronation) befestigt, um bessere Fixierung und eine geringere Bewegungsfreiheit der Arme zu erreichen. Für die Füße bestätigt dies ein Skelettfund in Jerusalem aus dem 1. Jahrhundert, bei dem der Nagel noch im Fersenbein steckte. Dies war zugleich der erste physische Beleg einer römischen Kreuzigung. 2018 wurde in Fenstanton in der englischen Grafschaft Cambridgeshire auf dem Gelände eines römerzeitlichen Friedhofs das Skelett eines etwa 35- bis 40-jährigen Mannes geborgen, dem ebenfalls ein noch erhaltener Nagel durch das rechte Fersenbein getrieben worden war. Radiokarbon-Untersuchungen ergaben, dass das Skelett aus der Mitte des 3. Jahrhunderts stammt.
Bei seitlich angenagelten Fersen wurde manchmal ein Sedile (Sitzchen) genanntes Querholz auf halber Höhe ergänzt, auf dem der Gekreuzigte sein Gesäß zeitweise abstützen konnte. Dies entlastete auch die am Querbalken befestigten Arme des Gekreuzigten, um ihm das Atmen zu erleichtern. Oft wurden auch die Beine des Verurteilten auf einen kleinen Querbalken (Suppedaneum) gestellt, damit er nicht sofort durch sein Eigengewicht nach unten gezogen und ohnmächtig wurde bzw. bei angenagelten Gliedmaßen zu viel Blut verlor. Wo dies üblich war, galt es als Begünstigung, dem Gekreuzigten nach einiger Zeit die Füße bzw. Unterschenkel zu brechen, um ihm das Abstützen zu verwehren und so seinen Todeskampf abzukürzen. Dazu bestachen Angehörige mitunter die Henker.
Beim Crurifragium wurden den Hingerichteten die Beine gebrochen. Sie hingen dadurch noch schwerer an den Armnägeln oder -seilen und starben dadurch schneller, aber schmerzhafter.
Besonders grausam war das Aufhängen mit dem Kopf nach unten. Davon konnten Angehörige den Verurteilten jedoch freikaufen. Wo es geschah, wurde der Hingerichtete schneller ohnmächtig und starb früher.
Oft verabreichte man dem Gekreuzigten mit einem Schwamm über mehrere Tage etwas Flüssigkeit, damit er nicht vorzeitig verdurstete, um seine Qualen zu verlängern: meist Wasser, zum Teil mit Weinessig (posca) und mit schmerzlindernden oder betäubenden Heilkräutern.
Der Tod durch Ersticken, Kreislaufkollaps oder Herzversagen trat bei nicht schon vorher geschwächten Menschen meist innerhalb von drei Tagen ein. Ihm gingen Qualen wie Durst, Wundbrand und Verkrampfung der Atemmuskulatur, je nach Jahreszeit auch Hitzeschäden bzw. Erfrierungen voraus.
Wurde der Tod des Gekreuzigten vermutet, prüfte ein Soldat durch einen Stich mit einer Lanze (Pilum) in dessen Bauch, ob der Hingerichtete wirklich tot war. Üblicherweise ließ man den Leichnam am Kreuz hängen, bis seine Teile nach völliger Verwesung herunterfielen. Nach religiösen römischen Vorstellungen konnte der Schatten des Toten durch den fehlenden Kontakt zur Erde nicht in die Unterwelt gelangen. In manchen Regionen nahm man jedoch Rücksicht auf religiöse Vorschriften, die eine fristgerechte Bestattung anordneten.

## Christentum

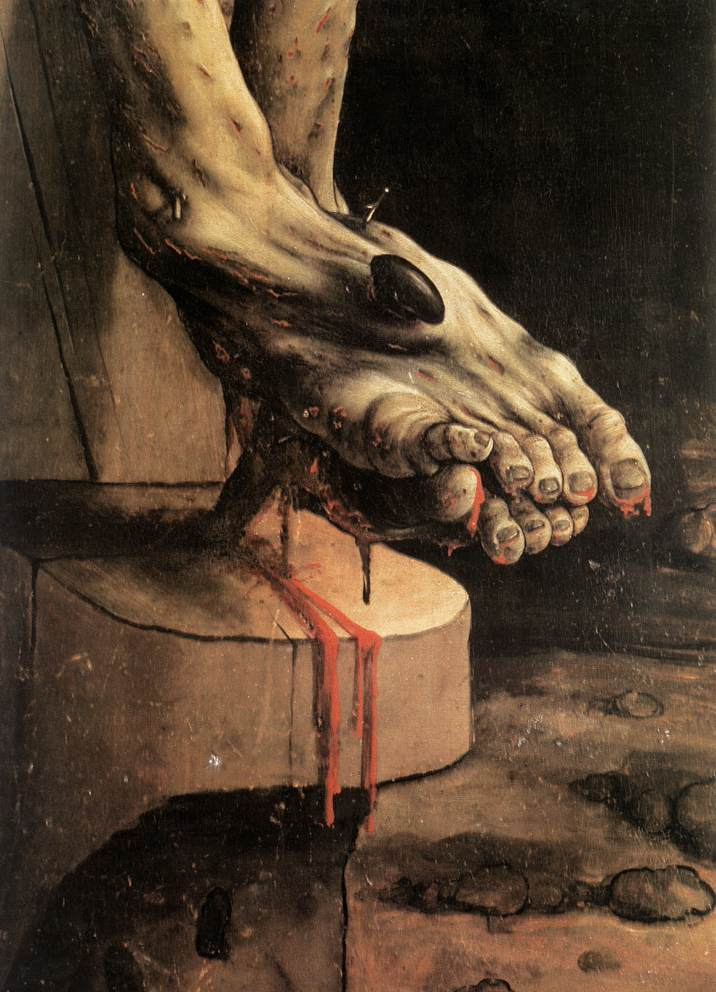
Detail der Kreuzigungstafel des Isenheimer Altars von Matthias Grünewald, 16. Jahrhundert

Die Kreuzigung Jesu von Nazaret steht im Zentrum des Neuen Testaments (NT) und der christlichen Botschaft. Sie gilt als gesicherte Tatsache, da sie auch in frühen außerbiblischen Dokumenten belegt ist. Ihre historischen Ursachen sind jedoch umstritten.
Nach allen Evangelien wurde Jesus auf Befehl des römischen Statthalters Pontius Pilatus (Mk 15,15 ) von römischen Soldaten gekreuzigt. Nach einer oben am Kreuz angebrachten Tafel lautete sein Vergehen: „(Dies ist) der König der Juden“ (Mk 15,26 ) oder „Jesus von Nazaret, der König der Juden“ (Joh 19,19 ). Das gilt als Indiz für einen Messiasanspruch Jesu, den Pilatus nach römischem Recht als Aufruhr mit der Todesstrafe durch Kreuzigung ahnden musste. Nach Mk 15,15-19  ließ er ihn zuvor geißeln und foltern.
Nach Mk 14  soll der jüdische Sanhedrin Jesus festgenommen, als Falschpropheten oder Gotteslästerer verurteilt und mit der Anklage eines aufrührerischen politischen Messiasanspruchs an Pilatus ausgeliefert haben. Nach römischen Quellen ließ Pilatus Juden häufig ohne Prozess kreuzigen und wurde deswegen im Jahr 36 als Statthalter Judäas abgesetzt. Jene Teile der Passionstexte, die den Sanhedrin mit der Hauptschuld am Tod Jesu belasten und Pilatus entlasten, werden daher oft als spätere Redaktion beurteilt. Jesu Kreuzigung mit als „Verbrecher“ verurteilten Juden, wahrscheinlich Zeloten (Joh 19,31 ), gilt als Indiz dafür, dass Pilatus am damaligen Pessach ein Exempel statuieren und Juden von Aufruhr abschrecken wollte.
Die synoptischen Passionsberichte beschreiben den Hinrichtungsvorgang kaum. Nach Joh 19,25  wurde Jesus an ein σταυρός (staurós) gehängt. Der Ausdruck bezeichnet im Strafkontext einen aufrecht stehenden Holzstamm, an dem ein möglicher Querbalken (patibulum) befestigt wurde. In diesem Sinn erscheint er im NT etwa 40-mal, oft zusammen mit dem Verb stauroo im Sinne von „kreuzigen“. Seltener wird das Hinrichtungswerkzeug ξύλον – xýlon: „Holz, Stab, Baum“ – genannt (Apg 5,30 , Gal 3,13 ). Alle NT-Stellen mit diesem Wort spielen auf Dtn 21,22f  an: … denn ein Gehenkter [ans Holz Gehängter] ist ein von Gott Verfluchter. Damit deuteten Juden Jesu Kreuzigung als Ausschluss aus Gottes Volk und Heil.
Möglicherweise wurden Jesu Arme nur festgebunden, denn ein Annageln und äußere Verletzungen sind nicht erwähnt (Mk 15,23ff ). Nur Joh 20,25  erwähnt Wundmale von durch die Handflächen getriebenen Nägeln und einen Stich in Jesu Seite, bei dem Blut und Wasser ausgeflossen seien (19,34-35 ). Diese Details gelten als theologische, nicht historische Aussagen, weil sie auf Bibelverse (Ps 34,21 ) und Passionstexte bezogen sind. Allerdings deutet der Fund eines in den Knochen getriebenen Nagels darauf hin, dass in Judäa Gekreuzigte durchaus auch angenagelt wurden. Jesus soll in wenigen Stunden, wahrscheinlich durch Ersticken am eigenen Körpergewicht aufgrund der nachlassenden Kraft, sich hochzuziehen, oder vielleicht durch Verdursten gestorben sein.(Mk 15,36f ).
Aus dem Hinweis, dass durch den Lanzenstich des Soldaten mit dem Speer in seine Seite, „Blut und Wasser heraus floss“, geht hervor, dass Jesus einen Pleuraerguss gehabt haben muss, als er gekreuzigt wurde. Es ist heute allgemein anerkannt, dass ein ausgedehnter Pleuraerguss zu Hypoxie und schließlich zum Erstickungstod führen kann. Mit dem Lanzenstich des Longinus kann aber auch nicht der sichere Tod herbeigeführt, sondern ein lebensrettender “therapeutischer” Eingriff durchgeführt worden sein, der Jesus Christus das Überleben ermöglichte.
Weil das NT Jesu Kreuzigung als stellvertretenden Sühnetod verkündigt, war diese Hinrichtungsmethode im Christentum nicht fortsetzbar. 320 verbot Konstantin der Große die Kreuzigung im Römischen Reich. Jedoch wurden im Hochmittelalter als Ketzer, Hexen oder andere Glaubensfeinde Verdächtigte und Verurteilte häufig an Pfählen aufgehängt und dann öffentlich verbrannt. Auch das Rädern und andere grausame Hinrichtungsarten, die in der frühen Neuzeit zunahmen, kombinierten Folter und Tötung miteinander.

## Islam
Der Koran erwähnt das Kreuzigen an sechs Stellen. In Sure 7:124, Sure 20:71 und Sure 26:49 droht der Pharao seinen Hofzauberern für ihre Abwendung von den Göttern Ägyptens und ihre Hinwendung einem einzigen Schöpfergott schwere Strafen an, darunter die Kreuzigung als allerdings ungerechte Maßnahme eines ungläubigen Herrschers.
In Sure 5:33 ist die Kreuzigung als irdische Strafe für Muslime oder Nichtmuslime vorgesehen, die den Islam aktiv bekämpfen oder gefährden: „Der Lohn derer, die gegen Gott und seinen Gesandten Krieg führen und (überall) im Land eifrig auf Unheil bedacht sind (?), soll darin bestehen, daß sie umgebracht oder gekreuzigt werden...“ Sure 5:34 nimmt diejenigen davon aus, „…die umkehren, (noch) bevor ihr Gewalt über sie habt. Ihr müßt wissen, daß Gott barmherzig ist und bereit zu vergeben.“
Sure 4:157 kommentiert Jesu Kreuzigung: „Sie (sc. die Juden) sagen: ‚Wir haben Christus Jesus, den Sohn der Maria und Gesandten Gottes, getötet‘. Sie haben ihn nicht getötet und nicht gekreuzigt. Vielmehr erschien er ihnen ihm ähnlich.“ Obwohl die Mehrheit der Musliminnen und Muslime diesen Vers als Beweis dafür nehmen, dass Jesus nicht gekreuzigt worden sei, kommentiert dieser Vers lediglich den innerchristlichen Diskurs über den Tod Jesu.
Die klassischen Hadithsammlungen berichten, dass Mohammed in einem Fall die Kreuzigung von Mördern und Kameldieben anordnete. Anderen Traditionen zufolge hingegen wurden die Täter geblendet und Mohammed ließ ihnen Hände und Füße abschlagen.
Islamische Rechtsgelehrte haben Sure 5:33 meist auf Hadd-Vergehen wie Straßenraub und Diebstahl bezogen. Umstritten blieb, ob auch Apostasie zu den Hadd-Vergehen zählt und ob Sure 5:33 für jedes Vergehen eine bestimmte Strafe fordert oder aber der jeweilige Herrscher oder Richter diese aus den hier angebotenen Strafarten auswählen soll. Letzteres vertraten zum Beispiel ʿAbdallāh ibn ʿAbbās, al-Hasan al-Basrī und Saʿīd ibn al-Musaiyab. Die meisten Rechtsgelehrten, zum Beispiel asch-Schāfiʿī, stellten dagegen einen Strafkatalog auf, der bestimmten Vergehen bestimmte Strafen zuordnete und dann die Kreuzigung als Strafe für „Töten und Rauben“, also Raubmord oder Raub mit Todesfolge (Totschlag), vorsah.
In der Geschichte des Islam wurden auch als Apostaten Verurteilte gekreuzigt, etwa unter dem dritten Kalifen Umar II. Der Mystiker al-Hallādsch wurde 922 in Bagdad als Ketzer verurteilt und gekreuzigt.
Im Iran sieht Artikel 190 des 1991 eingeführten Strafrechts die Kreuzigung als zweite von vier möglichen Hadd-Strafen für Personen vor, „die gegen Gott und seinen Gesandten Krieg führen und (überall) im Land eifrig auf Unheil bedacht sind“ (Muhāraba). Artikel 195 legt fest, dass die „Kreuzigung […] keine Annagelung [ist], die von vornherein zum Tode führen soll, vielmehr ist der Verurteilte nur anzubinden und das Anbinden so vorzunehmen, daß der Gekreuzigte dadurch nicht unbedingt stirbt. Er darf nicht länger als drei Tage hängenbleiben; stirbt er vorher, so kann man ihn abnehmen; überlebt er die drei Tage, so darf er nicht mehr hingerichtet werden.“
Der Jemen, Saudi-Arabien, Sudan und die Vereinigten Arabischen Emirate lassen Verurteilte, die bereits enthauptet, gehängt oder gesteinigt wurden, anschließend an ein Kreuz hängen, um sie so einen Tag lang zur Schau zu stellen. Die Menschenrechtsorganisation Amnesty International nimmt solche Fälle zum Anlass für Proteste gegen die Todesstrafe in diesen Staaten. Nach den Länderberichten AIs von 2006 und 2008 werden mit Kreuzigung verbundene besonders grausame Todesurteile heute jedoch oft in lebenslange Haftstrafen umgewandelt.

## Japan
In Japan entstand als Reaktion auf europäisch-christliche Missionsbestrebungen im 16. Jahrhundert eine Variante der Kreuzigung, genannt Haritsuke (jap. 磔). Dort wurden christliche Missionare und neugetaufte Japaner gekreuzigt – zum Beispiel die Märtyrer von Nagasaki 1597 –, später meist Männer und Frauen aus unteren sozialen Schichten, an denen ein Exempel statuiert werden sollte.
Bei der japanischen Kreuzesstrafe wurden den an ein Kreuz gebundenen zum Tode Verurteilten gleichzeitig von beiden Seiten zwei Speere durch den Brustkorb gestochen.
Diese Strafart wurde bis ins 20. Jahrhundert hinein ausgeübt.

## Paraguay
Mitte August 2013 haben sich fünf entlassene Busfahrer in Paraguay aus Protest gegen ihre Entlassung durch die Busgesellschaft an liegende Kreuze nageln lassen. Am 28. August ließ sich auch eine Frau aus Solidarität mit den Protestierenden an ein Kreuz nageln. Auch wegen der Presseberichte darüber wurden die Busfahrer wieder eingestellt.

## Philippinen
Alljährlich lassen sich am Karfreitag im Norden der Philippinen junge Männer zum Andenken an den Kreuzestod Christi kreuzigen. Dieses Ritual wird regelmäßig im Fernsehen übertragen.

## Dokumentation
- Tod am Kreuz. Der Mann Nummer 4926. Regie: Adam Luria und Ed Baranski, ZDF, Israel, 53 Minuten, 2023